# Зварний шлак
Зварни́й шлак (інколи використовувалась також назва зварювальний шлак) — відхід прокатного і ковальського виробництва, що утворюється в нагрівальних печах прокатних і ковальських цехів при з'єднанні оксидів заліза (окалини) з вогнетривкою футерівкою печі. Містить близько 50 % заліза. Після переробки на фракції від 1 до 70 мм зварний шлак прокатного виробництва використовується в доменному, мартенівському виробництві.

## Одержання
З середини 20 століття у зв'язку з переходом від кислої футерівки поду нагрівальних печей до основної, кількість зварного шлаку постійно зменшувалася.

## Хімічний склад
Зварний шлак містить значну кількість заліза, він також містить до 30 % оксиду кременю. Вміст шкідливих домішок (фосфору і сірки) у зварному шлаку дуже низький.
|              | Fe | Mn  | P    | S   | SiO2 | Al2O3 | CaO | MgO |
| ------------ | -- | --- | ---- | --- | ---- | ----- | --- | --- |
| Зварний шлак | 51 | 0,6 | 0,15 | 0,1 | 30   | 1,5   | 0,4 | —   |

## Використання
Оскільки зварний шлак містить велику кількість заліза і малу кількість шкідливих добавок його доцільно використовувати у доменній плавці.
У доменному виробництві зварний шлак використовується як промивочний матеріал. В горну доменної печі в процесі її роботи накопичуються продукти руйнації коксу, що не пройшли окислювальні зони біля фурм. Вони змішуються зі шлаком, утворюючи в'язкі маси, що відкладаються у різноманітних ділянках горну і в результаті цього погіршують рух продуктів плавки і зменшують місткість металоприймача — нижньої частини горну і в такий спосіб зменшують продуктивність роботи доменної печі. Ці проблеми усуваються прийняттям спеціальних заходів з очищення (промивання) горну печи. Оскільки основними причинами загромадження горну є неплавкі маси на основі коксового сміття, графіту і вапна, то для їх усунення необхідно подати у горно розплави з високим вмістом монооксида заліза FeO і оксида кременя SiO2. FeO прореагує з вуглецем коксового сміття, SiO2 зв'яжеться з вапном CaO з утворенням плавкого шлаку. За силою промивочних властивостей (кількісттю FeO і SiO2, що дійдуть до горна) зварочний шлак може вважатися одним з найкращих промивочних матеріалів. За одним з розрахунків, для промивання горну доменної печі об'ємом 1719 м³, за його повного загромадження, необхідно використати 287 т зварного шлаку, при центральному загромадженні горну необхідно використати 86 т зварного шлаку.

## Виноски
1. 1 2  Економіка Радянської України, № — 1, 1977. С. 65 [Архівовано 21 серпня 2021 у Wayback Machine.].
2. 1 2 3   Г. Г. Ефименко, А. А. Гиммельфарб, В. Е. Левченко. Металлургия чугуна. — К., 1974. — С. 70. (рос.)
3. ↑   Н. Г. Веселов. Экномика доменного производства. — М., 1963. — С. 37. (рос.)
4. ↑   Н. И. Красавцев. Металлургия чугуна. — М., 1952. — С. 62. (рос.)
5. 1 2 3   Щербаков В. П. Основы доменного производства. — Владимир: Металлургия, 1969 — с.326. (рос.)
6. ↑  Анализ эффективности использования различных шихт для промывки доменных печей (Электронный ресурс) // Університетська наука — 2021 : тези допповідей Міжнародної науково-техн. конф. (Маріуполь, 19–20 травня 2021 р.): в 4 т. / ДВНЗ «ПДТУ». — Маріуполь, 2021. — Т. 1. — С. 4–5. — Режим доступу: http://eir.pstu.edu/handle/123456789/30841 [Архівовано 21 серпня 2021 у Wayback Machine.] (рос.)